# Merve Boluğur
Merve Boluğur (ur. 16 września 1987) – turecka aktorka i modelka. Znana jest z roli Sułtanki Nurbanu w serialu Wspaniałe stulecie.

## Filmografia
- Acemi Cadı (2006) jako Ayşegül
- Keloğlan Kara Prens'e Karşı (2006) jako Birgül
- Gomeda (2007)
- Hoşçakal Güzin (2008) jako Bahar
- Kül ve Ateş (2009) jako Hayal
- Küçük Sırlar (2010) jako Ayşegül
- Kuzey Güney (2011–2013) jako Zeynep Çiçek
- Wspaniałe stulecie (2013–2014) jako Sułtanka Nurbanu
- Aşk Yeniden (2007) jako Eylül
- İçimdeki Fırtına (2017) jako Ezgi